# Центральные многоугольные числа
Центральные многоугольные числа показывают, на какое максимальное число кусков можно разрезать круг прямыми линиями.
- a(0) = 1
- a(1) = 2
- a(2) = 4
- a(3) = 7
- a(n) = n * (n + 1)/2 + 1

Эта числовая последовательность A000124 в OEIS, начинается с {\displaystyle n=0}, выражается
1, 2, 4, 7, 11, 16, 22, 29, 37, 46, 56, 67, 79, 92, 106, 121, 137, 154, 172, 191, 211, 232, …
Каждое число этой последовательности равно 1 плюс треугольное число.
Классическое условие звучит так. Возьмем блин и попробуем разрезать его на максимальное количество кусочков с минимальным количеством разрезов. Кусочки могут быть не обязательно одинаковые по размеру. Например, чтобы нарезать блин на 4 кусочка, достаточно сделать два разреза крестом. Тремя разрезами можно получить 7 кусочков и так далее.
На английском эта последовательность называется англ. Lazy caterer's sequence и переводится как «последовательность ленивого официанта».
Аналогом центральных многоугольных чисел для трёхмерного куба являются числа торта.